# Rotary Connection
Rotary Connection foi uma banda de soul psicodélico formada em Chicago, Illinois em 1966, tinha como integrante a cantora Minnie Riperton. 
Seu primeiro álbum foi lançado em 1967. A banda teve estilos muito variados, incluindo pop, rock, e soul, porém não era muito divulgada em rádios.

## Discografía
- Rotary Connection (1967)
- Aladdin (1968)
- Peace (1968)
- Songs (1969)
- Dinner Music (1970)
- Hey Love (1971) (Como New Rotary Connection)